# Friedrich Wilhelm Levi
Friedrich Wilhelm Daniel Levi (6 de febrero de 1888 - 1 de enero de 1966) fue un matemático alemán especializado en álgebra abstracta, campo en el que desarrolló el concepto de grupo abeliano libre de torsión. También trabajó en geometría, topología, teoría de conjuntos y análisis matemático.

## Semblanza
Levi nació en 1888 en la localidad alsaciana de Mulhouse, que por entonces formaba parte del Territorio Imperial de Alsacia y Lorena dentro del imperio alemán. Era hijo de Georg Levi y de Emma Blum. Tras licenciarse del servicio militar obligatorio en 1907, se doctoró en 1911 bajo la dirección de Heinrich Martin Weber en la Universidad de Estrasburgo, con una tesis titulada "Integritätsbereiche und Körper dritten Grades" (Áreas de integridad y Cuerpos de tercer grado). Posteriormente estudió en las universidades de Gotinga y de Leipzig, y obtuvo su habilitación docente en 1914. Sirvió durante la Primera Guerra Mundial de 1914 a 1918 en la artillería. Fue condecorado con la cruz de Hierro, retirándose del servicio con el grado de teniente. En 1917 se casó con Barbara Fiting y la pareja tuvo tres hijos (Paul, Charlotte y Suzanne).
Profesor en la Universidad de Leipzig entre 1920 y 1935, el régimen nazi lo destituyó de su cargo debido a sus antepasados judíos, lo que le llevó a aceptar una oferta de la Universidad de Calcuta, de la que fue nombrado director del departamento de matemáticas en 1935. Su madre y su hermana, que permanecieron en Alemania, fueron víctimas del holocausto.
Llegó a convertirse en una figura muy popular entre los matemáticos de la India, siendo elegido varias veces presidente de la Sociedad Matemática India, de la que también fue miembro de distintas juntas y comités. En 1948, Levi se convirtió en profesor de matemáticas en el Instituto Tata en Bombay. Según Raghavan Narasimhan, Levi tuvo una influencia importante en el desarrollo de las matemáticas del siglo XX en la India, especialmente al introducir el álgebra moderna en la Universidad de Calcuta.
Presentó el grafo de Levi en 1940 en Calcuta, durante una serie de conferencias sobre geometría finita. También contribuyó a la comprensión de la combinatoria sobre palabras cuando articuló el lema de Levi en un artículo para la Sociedad Matemática de Calcuta publicado en 1944.
Regresó a Alemania en 1952, donde comenzó a trabajar como profesor en la Universidad Libre de Berlín, desde donde pasó a ser profesor emérito en la Universidad de Friburgo, en la que enseñó de 1958 a 1961. Falleció en Friburgo en 1966, a los 77 años de edad.

## Publicaciones seleccionadas
En el homenaje organizado en 1991 por László Fuchs y Rüdiger Göbel se incluyó una bibliografía de 70 obras matemáticas de Levi.
- Abelsche Gruppen mit abzählbaren Elementen. BG Teubner, Leipzig [1919]. (Habilitationsschrift, Universidad de Leipzig)
- Configuraciones geométricas. Hirzel, Leipzig 1929.[6]
- Reinhold Baer y Friedrich Levi: Ränder topologischer Räume. Hirzel, Leipzig 1930.
- Sobre los fundamentos del análisis. Seis conferencias pronunciadas en febrero de 1938 en la Universidad de Calcuta. Universidad de Calcuta, Calcuta 1939.
- F. W. Levi y R. N. Sen: Geometría plana. Calcuta 1939.
- Sistemas geométricos finitos. Seis conferencias públicas pronunciadas en febrero de 1940 en la Universidad de Calcuta. Universidad de Calcuta, Calcuta 1942.
- Álgebra. Universidad de Calcuta, Calcuta 1942.